# Action démocratique du Québec
Die Action démocratique du Québec (ADQ) war eine konservative und nationalistische Partei in der kanadischen Provinz Québec. Der offiziell registrierte Name lautete Action démocratique du Québec/Équipe Mario Dumont. Die im Jahr 1994 gegründete Partei propagierte Autonomie von Einzelpersonen, Autonomie der Gemeinden und Autonomie Québecs innerhalb Kanadas. Allerdings strebte sie nicht explizit die Unabhängigkeit der Provinz an. Darüber hinaus setzte sie sich für die Verkleinerung der Staatsverwaltung, eine Wahlrechtsreform und Steuersenkungen ein. Mitglieder und Anhänger der Partei wurden als adéquistes bezeichnet, abgeleitet von der französischen Aussprache der Abkürzung. Im Januar 2012 ging die ADQ in der Coalition Avenir Québec (CAQ) auf.

## Geschichte
Die Partei wurde 1994 von einer Gruppe Québecer Nationalisten gegründet, die für einen in hohem Maße dezentralisierten Bundesstaat und damit eine größere Autonomie der Provinzen eintraten. Nach dem Scheitern des Meech Lake Accord sollte der (letztlich in einem Referendum abgelehnte) Charlottetown Accord mehr Autonomie ermöglichen. Doch einzelne Mitglieder der Parti libéral du Québec waren der Ansicht, die neue Übereinkunft gehe zu wenig weit und traten aus der Partei aus. Erster Vorsitzender der Partei war Jean Allaire, der jedoch nach wenigen Monaten aus gesundheitlichen Gründen zurücktrat. Auf ihn folgte Mario Dumont, früherer Präsident der Jugendkommission der Liberalen, der als aufsteigender Stern in der Provinzpolitik galt.
Trotz eingeschränkter finanzieller Mittel und fehlender Beachtung durch die Medien gelang es Dumont bei den Wahlen 1994, einen Sitz zu erringen. Zwar konnte die ADQ ihren Wähleranteil 1998 auf fast das Doppelte steigern, doch außer Dumont schaffte es kein Kandidat, gewählt zu werden. Unzufriedenheit mit der Regierung der Parti Québécois und auch mit der stärksten Oppositionspartei, der Parti libéral, führte 2002 zu einer Reihe von Siegen für ADQ-Kandidaten bei Nachwahlen und zu steigender Beliebtheit. Aufgrund heftiger Negativkampagnen der politischen Gegner konnte die ADQ bei den Wahlen 2003 nicht wie erwartet Sitzgewinne verbuchen. Ein weiterer Grund war die unklare Positionierung der Partei in einzelnen Fragen, insbesondere bei der Souveränität Québecs.
In den darauf folgenden Jahren festigte die ADQ ihre Position als Alternative zu den etablierten Parteien. Sie unterstützte bei den kanadischen Unterhauswahlen 2006 die Konservative Partei. Bei den Wahlen zur Nationalversammlung im September 2007 konnte die ADQ fast einen Drittel aller Wählerstimmen erringen. Zu den bisherigen vier Sitzen gewann sie 37 hinzu und wurde damit stärkste Oppositionspartei. Allerdings war sie hauptsächlich in ländlichen Regionen vertreten und verfügte über kein einziges Mandat in Montreal. Im Dezember 2008 fiel die ADQ bei vorgezogenen Neuwahlen auf 7 Sitze zurück und Mario Dumont gab umgehend den Parteivorsitz auf. 2012 ging die Partei in der Coalition Avenir Québec auf.

## Wahlergebnisse
Ergebnisse bei den Wahlen zur Nationalversammlung:
| Wahl | Sitze total | Kandi- daten | Gew. Sitze | Stimmen   | Anteil  |
| ---- | ----------- | ------------ | ---------- | --------- | ------- |
| 1994 | 125         | 80           | 1          | 252.721   | 6,46 %  |
| 1998 | 125         | 125          | 1          | 480.636   | 11,81 % |
| 2003 | 125         | 125          | 4          | 694.122   | 18,18 % |
| 2007 | 125         | 125          | 41         | 1.224.412 | 30,84 % |
| 2008 | 125         | 125          | 7          | 531.358   | 16,37 % |

## Parteivorsitzende
- Jean Allaire (1994)
- Mario Dumont (1994–2009)
- Sylvie Roy (seit 2009, interimistisch)